# Deepseek
Deepseek (kinesiska: 深度求索) är ett kinesiskt AI-företag, vilket grundades 2023 och ägs av det kinesiska hedgefond- och AI-företaget High-Flyer. Deepseek lanserade i januari 2025 textroboten ”Deepseek” som en gratis nedladdningsbar app på webbutikerna Apple Store och Google Play på mobiltelefoner och surfplattor.
Deepseek, som är baserat i Hangzhou i provinsen Zhejiang, arbetar med generativ artificiell intelligens och utvecklar stora språkmodeller (LLM:er), vilka baseras på öppen källkod.
Bakom Deepseek står den kinesiske datoringenjören och entreprenören Liang Wenfeng, som är medgrundare till High-Flyer och grundare av och ledare för Deepseek, som han började arbeta med som ett privat projekt vid sidan av sitt engagemang som chef för High-Flyer.
Deepseeks textrobot är en liknande AI-tjänst som de tidigare lanserade Chat GPT, Microsoft Copilot, Gemini och Le Chat, vilka alla bygger på stora språkmodeller. Deepseeks stora språkmodell kallas Deepseek-R1, vilken offentliggjordes i en första upplaga i november 2024 och lanserades den 20 januari 2025.

## Historik
Deepseek har sitt ursprung i utveckling av algoritmstyrd aktieförvaltning av Liang Wenfeng och studiekamrater till honom, framför allt från 2016 inom hedgefonden High-Flyer. Efterhand använde sig fonden mer och mer av artificiell intelligens i sitt arbete, och 2021 tog dess chef Liang Wenfeng detta vidare genom att vid sidan om experimentera med djupinlärning och att utveckla stora språkmodeller. För detta ändamål inköptes 10 000 GPU-mikroprocessorer av typ Nvidia A100 för en superdator innan USA införde restriktioner för export av avancerade mikroprocessorer till Kina. Detta möjliggjorde för Deepseek att utveckla stora språkmodeller. Företaget Deepseek grundades 2023 med kapital från High-Flyer.
Under 2024 lanserades den stora språkmodellen Deepseek-V2. I januari 2025 lanserades Deepseek-R1, vilken fick stor uppmärksamhet och åstadkom ett betydande ras på börsen för framför allt chip-tillverkaren Nvidia, Skälet till detta var att Deepseek kunnat visa att stora språkmodeller kunde tränas med användning av mindre datorresurser än vad som till dess ansetts möjligt, vilket innebär avsevärt lägre kostnader för att ta fram dessa språkmodeller.